# Isilkul
Isilkul (rusky Исилькуль) je město v Omské oblasti v Ruské federaci. Při sčítání lidu v roce 2010 měl přes čtyřiadvacet tisíc obyvatel.

## Poloha adoprava
Isilkul leží na jihozápadě Omské oblasti jen sedmnáct kilometrů východně od hranice s Kazachstánem. Od Omsku, správního střediska oblasti, je vzdálen přibližně 145 kilometrů západně.
Přes Isilkul vede Transsibiřská magistrála.

## Dějiny
Isilkul byl založen v roce 1895 pro dělníky pracující na Transsibiřské magistrále. O rok později zde na této dráze vznikla železniční stanice.
Městem je Isilkul od roku 1945.

### Rodáci
- Irene Langemannová, německá filmová režisérka